# Ludo Vandeau

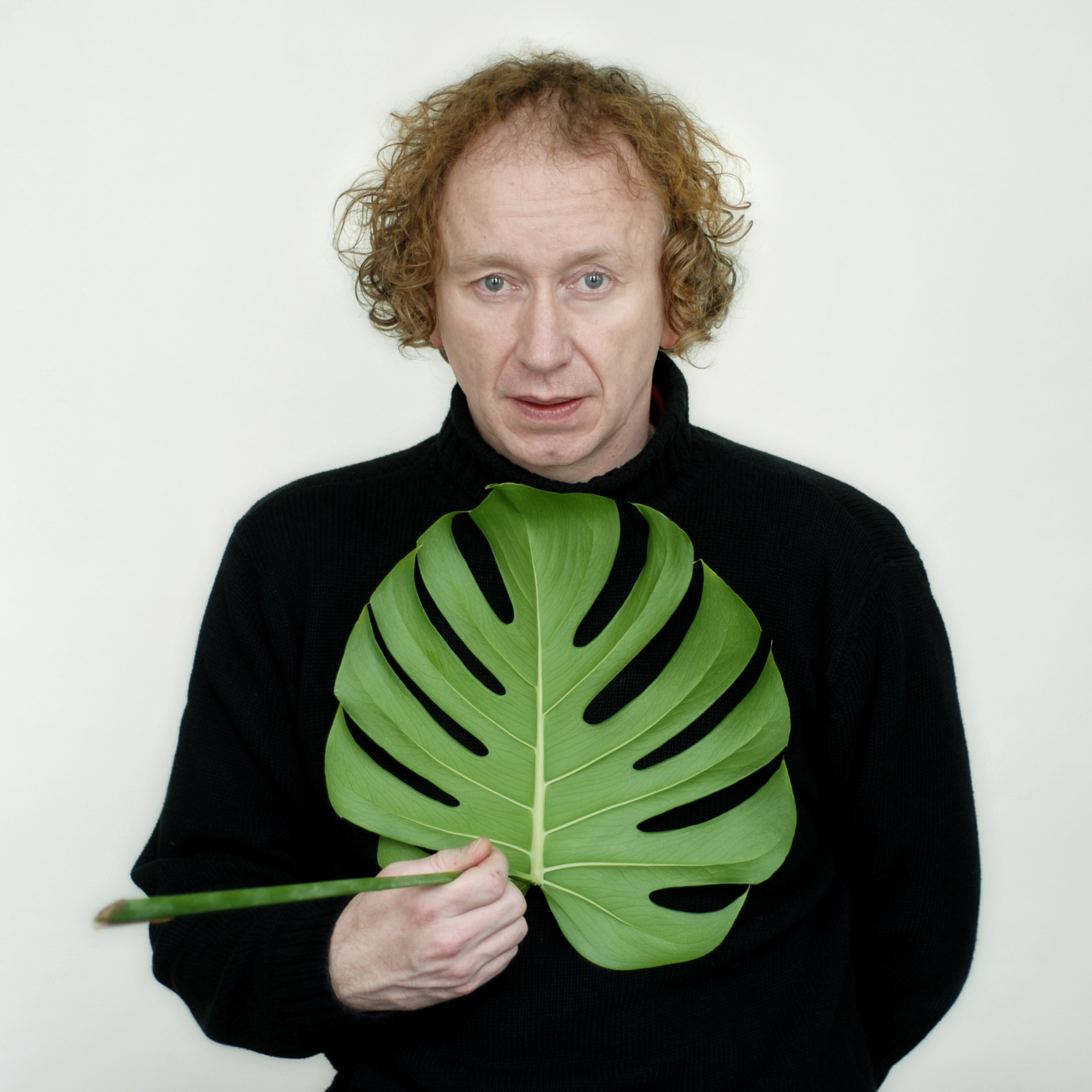
Zanger Ludo Vandeau

Ludo Vandeau (pseudoniem van Ludo Vandenbroeck) is een Belgisch zanger en componist, die doorbrak op de Vlaamse en Nederlandse podia als zanger van Ambrozijn. Hij gebruikt in zijn muziek invloeden uit verschillende muziekstijlen, met een klemtoon op Franse chanson, jazz, klassieke muziek, wereldmuziek en folk. Centraal in zijn muziek staan de veelal zelf geschreven teksten of bijzondere arrangementen van bestaande liederen. Hij werkte onder meer met teksten en liederen van Pablo Neruda, Mercedes Sosa, Barbara en Georges Moustaki. Voornamelijk echter is hij in Vlaanderen bekend door zijn karakteristieke melancholische stem, die een van de typische stemmen is van de revival van de folk in Vlaanderen eind jaren 90 tot de hernieuwde aandacht voor het Franse chanson actueel in Vlaanderen.

## Biografie
Ludo Vandeau werd geboren in Hamme, en kreeg zowel muzikaliteit als culturele meertaligheid mee van zijn beide ouders. Hij studeerde theologie en filosofie aan de universiteiten van Gent en Leuven, maar bleef zich steeds ook bekwamen in zangtechnieken. Hij kreeg les van o.m. Wannes Van de Velde, en startte zijn eigen muzikale carrière in de jaren negentig in het toenmalige TheaterBarricade in Gent.
Hij brak door als zanger bij de folkgroep Ambrozijn (1997 tot 2004), en is sinds de start van de wereldmuziekformatie Olla Vogala
een van de vocalisten. Hij was tevens gastzanger bij het Folktrio Laïs, bij het jongerenmuziekproject Transpiradansa en werkte frequent samen met Gabriel Yacoub (Fr).
In 2001 startte hij zijn eigen groep Bodixel, waarmee hij zijn eigen muzikale taal verder verfijnde en ontwikkelde met Frans en Spaans chanson. Sinds 2009 koos hij voor een solocarrière, waarin hij evolueert naar eigen nouvelle chanson française, soms ook French Pop. Daarin integreert hij invloeden van Folk, Jazz, Klassiek en Folkrock. Zijn eerste solo cd – Au Gré du Charme- verscheen in 2015 in productie van Ad Cominotto en Dirk Lekenne (Studio Fandango). Een tweede cd Au Lendemain des Belles Choses (2018) werd geproducet door de Franco-Belgian-Canadian Rick Allison (bekend van zijn medewerking met Patrick Bruel en Lara Fabian etc.). Concerten in Italie (Rome, Assisi, Torgiano, Bastia Umbra, Sellano, Perugia and Collazzone , Frankrijk, Rusland (Moskou), the Netherlands, Cuba and Chile legden mede de basis voor nieuwe opnames. 

## Discografie

### Met Ambrozijn
- Ambrozijn, Wild Boar Music, 1998
- Naradie, Virgin, 2000
- Kabonka, Wild Boar Music, 2002
- De Hertog van Brunswyk, Eufoda, 2003
- Botsjeribo, Kloef Music, 2004
- Ambrozijn 10 jaar and Strings (live), Homerecords, 2007

### Met Olla Vogala
- Olla Vogala Live, Map Records, 1998
- Gnanomo, Zoku-EMI, 1999
- Fantoom, Zoku-EMI, 2001
- Lijf/Judith (single), Zoku-EMI, 2003
- Siyabonga, Zoku-EMI, 2004
- Marcel, Homerecords, 2008
- Olla Vogala Live in Sint Baafsabdij, Homerecords, 2012

### Met Gabriel Yacoub (Frankrijk)
- Yacoub, Celluloid/Mélodie, 2001
- Je vois venir, Harmonia mundi, 2004

### Met Bodixel
- Todo Cambia, Ferrirecords, 2002
- Métropole, Ferrirecords, 2004
- Marguérite, Wild Boar Music, 2006

### Ludo Vandeau Solo
- Au Gré du Charme, Fandango Music/Wild Boar Music, 2015
- Au Lendemain des Belles Choses, Music and Words, Nederland, 2018